# Wallachia
Wallachia ist eine norwegische Extreme-Metal-Band, die im Jahre 1992 von Lars Stavdal in Steinkjer als Soloprojekt gegründet wurde und sich mit der Thematik rund um den Dracula-Mythos widmete.

## Bandgeschichte
1992 gründete Lars Stavdal die Band Wallachia. Da er in seiner Heimatstadt Steinkjer keine weiteren Musiker fand, die sich für Black und Death Metal interessierten, begann er alleine eigene Lieder zu schreiben. Er plante daraufhin eine eigene Demo aufzunehmen, was aufgrund des fehlenden Equipments und Geldes nicht möglich war. Kurz darauf kam er mit dem Musiker Eystein Garberg in Kontakt, welcher in seiner eigenen Band Folkvang bereits eine Menge Erfahrung gesammelt hatte. Gemeinsam nahmen sie am heimischen PC ihre ersten beiden Lieder auf, woraufhin 1996 mit Hilfe eines 24-Spur-Rekorders die erste Demo unter dem Namen Demo 1996 erschien. Innerhalb eines Jahres verkaufte die Band davon mehr als 700 Exemplare. Als 1997 ein Beitrag über sie im Schweizer Skogen erschien, wurde das französische Plattenlabel Velvet Music International auf die Band aufmerksam und so veröffentlichte Wallachia noch im selben Jahr ihre Single Wallachia. Zudem stießen die beiden Schlagzeuger Lars Erik und Mikael Duna der Band hinzu, doch kurz darauf verließ Eystein Garberg die Band.
1999 erschien das Debütalbum From Behind the Light, welches sich thematisch mit dem Teufel, Aberglauben und anderen religiösen Themen auseinandersetzte. Kurz nach der Veröffentlichung löste sich Velvet Music International auf, sodass das Album nicht mehr produziert wurde. Anschließend wurde es still um die Band, da unter anderem Mikael Duna und Lars Erik ihren Wehrdienst ausführen mussten. Im Jahre 2005 wurde From Behind the Light durch das ukrainische Label Nightbirds Rex als Lizenzkassette für den osteuropäischen Markt neu aufgelegt und Anfang 2006 erstellte das US-amerikanische Label Dark Horizon Records ebenfalls eine neue Edition von From Behind the Light, das neben den Liedern des Albums auch die Lieder der Demo 1996 als Bonus beinhaltete. 2009 erschien ein weiteres Album namens Ceremony of Ascension, welches eigentlich bereits 2007 hätte erscheinen sollen. Dieses Album lässt sich nicht mehr klar in den Symphonic Black Metal einordnen, da es „krachenden Death Metal, hymnischen Black Metal und obendrein noch Frickel-Attacken“ beinhaltet. Seit 2004 arbeitet die Band an ihrem dritten Album.

## Stil
Die von Bathory und Burzum sowie dem Florida Death Metal inspirierte Musik Wallachias basiert weitgehend auf einfachen Gitarrenharmonien, die vornehmlich durch das Keyboard gestützt werden. Stimmlich orientierte sich die Band eher an verzerrten Death-Growls, was die einschlägige Metal-Presse oftmals als Kritikpunkt aufgriff.

## Diskografie

### Alben
- 1999: From Behind the Light
- 2005: From Behind the Light (Wiederveröffentlichung)
- 2009: Ceremony of Ascension
- 2012: Shunya[6]
- 2018: Monumental Heresy

### Singles
- 1997: Wallachia

### Demos und EPs
- 1996: Demo 1996 (Demo)
- 2015: Carpathia Symphonia (EP)